# PocketBook
„PocketBook“ е 4-тият по продажби световен производител на първокласни четци на електронни книги, базирани на технологията „E Ink“ („електронна хартия“), както и на мултимедийни четци и базирани на „Android“ таблети.
Компанията е основана през 2007 г. в Киев. От 2011 година седалището ѝ се намира в Лугано (Швейцария). Благодарение на комбинацията от хардуер, софтуер и ергономичен дизайн продуктите PocketBook заемат високотехнологичния премиум сегмент на електронната книга на пазара.

## Мисия
PocketBook постоянно се усъвършенства, за да отговори в най-голяма степен на изискванията на съвременния начин на живот. Експертите на компанията работят внимателно върху всеки детайл. PocketBook е за създаване само на най-добрите продукти за по-добър живот.

## Производство
Устройствата се сглобявт в Foxconn, Wisky, Yitoa и други фабрики.

## Дистрибуция
Продуктите на компанията се продават в 30 страни по целия свят – в цяла Европа и в страните от ОНД. През 2012 г. PocketBook навлиза на нови пазари – Словакия, Полша, Литва, Латвия, Румъния и Унгария. Към декември 2012 г. PocketBook е продала 1,5 милиона устройства.

## Обслужване
Всяко PocketBook устройство преминава през троен контрол от експерти от офиса за осигуряване на качество на „PocketBook Technology Co., Ltd“ (Шенжен, Китай). Обслужването, гаранционната и следгаранционна поддръжка на устройствата се осъществява от 130 сервизни партньори на PocketBook в целия свят. Гаранционният срок на всички устройства PocketBook е 24 месеца.

## Проекти
KidRead – проект, който помага да се управлява времето, което детето прекарва на мобилно устройство. Това уникално приложение е създадено, за да повишите интереса на децата към четенето, както и да наблюдавате и тествате литературните знания на детето. Проектът KidRead се състои от уебсайта kidread.com и Android приложение за мултимедийни четци и таблети.
ReadRate – основната цел е услуга за търсене и препоръчване, която да помогне на потребителите да избират книги. Онлайн платформата ReadRate може да помогне на потребителите с информация за най-популярните книги и да информира за рейтинги на книги, литературни предпочитания, обратна връзка и мнения на други потребители.
BookLand – електронна платформа от PocketBook с цел да продава фантастика, образователна и справочна литература, както и периодични издания в електронен формат. BookLand предлага повече от 1,5 милиона заглавия на електронно съдържание на 17 езика.

## История
Хронология
| Дата              | Събитие |
| ----------------- | --- |
| септември 2008 г. | Компанията започва да доставя своя първи електронен четец PocketBook 301. Моделът стана най-продаваното устройство в Русия (общият обем на продадените устройства надвишава 100 000 съгласно резултатите от 2009 – 2010 г. |
| януари 2009 г.    | На пазара излиза вторият модел на PocketBook – PocketBook 360° – първото в света устройство за четене на електронни книги, създадено въз основа на коментарите на общността на потребителите на The-eBook.org – най-популярният форум на руски език, посветен на електронните книги.                                          |
| март 2009 г.      | PocketBook 302 Cookie – първото в света устройство за четене на електронни книги, поддържащо протокола Bluetooth за безжичен пренос на данни. |
| ноември 2010 г.   | PocketBook IQ 701 – мултимедиен четец на електронни книги, работещ под операционната система Android. През 2011 г. PocketBook IQ 701 стана второто най-продавано устройство в Русия след iPad. |
| декември 2010 г.  | На пазара излизат PocketBook Pro 602 и PocketBook Pro 902. |
| февруари 2011 г.  | PocketBook пуска на пазара първия в света четец на електронни книги с набор безжични интерфейси на смартфон (Bluetooth, Wi-Fi и 3G) – PocketBook Pro 603 и 903. |
| май 2011 г.       | Пускане на пазара на PocketBook 360 Plus – актуализирана версия на модела PocketBook 360 с Wi-Fi поддръжка и по-мощна архитектура. Благодарение на уникалния си дизайн и функционалност, PocketBook 360 премина през три рекордни превъплъщения – 360, 360+ и 360+ New.                                                       |
| септември 2011 г. | Започва производството на устройства PocketBook на специално конструираната производствена линия в завода Foxconn. |
| октомври 2011 г.  | Пускане на пазара на PocketBook A 10" – таблет, работещ под Android 2.3.5, показан за първи път на IFA 2011 (Берлин, Германия). |
| декември 2011 г.  | Пускане на пазара на PocketBook Basic – четец на електронни книги, който се превръща в един от десетте най-продавани и най-препоръчвани четци на френската търговска верига Pixmania вследствие на резултатите от 2011 година.                                                                                                |
| февруари 2012 г.  | Пускане на пазара на PocketBook A 7" – мултимедиен четец на електронни книги, работещ под Android 2.3.7. |
| март 2012 г.      | Пускане на пазара на PocketBook Touch – електронен четец с мултисензорен 6-инчов E Ink Pearl дисплей. |
| септември 2012 г. | На международното изложение IFA в Берлин PocketBook представя две нови устройства: • PocketBook Basic New – подобрена версия на PocketBook Basic 611 • PocketBook SURFpad – таблет, работещ под Android 4.0.4., който се превръща в едно от първите устройства с предварително инсталиран магазин за приложения Yandex.Store. |
| април 2013 г.     | Компанията представи нова линия премиум продукти: • PocketBook Colour Lux – първият в света цветен E Ink електронен четец с вградено осветление • PocketBook Touch Lux – електронен четец с Pearl HD дисплей и подсветка • PocketBook SURFpad 2 – мултимедийно устройство с Android 4.0.4 за четене и забавление              |
| юли 2013 г.       | Пускане на пазара на PocketBook Mini, нов 5-инчов тънък и компактен E Ink електронен четец за ежедневно четене. |

Награди
| Продукт                                                  | Организация                       | Категория                                                                      | Държава            |
| -------------------------------------------------------- | --------------------------------- | ------------------------------------------------------------------------------ | ------------------ |
| PocketBook Pro 912, Basic 611, Touch                     | Pixmania                          | 10-те най-продавани на Pixmania                                                | Франция (2012 г.)  |
| PocketBook Touch                                         | Computer Bild                     | Най-добър електронен четец в Европа                                            | Германия (2012 г.) |
| PocketBook A10                                           | Red Dot 2012 Awards               | Най-добър дизайн на продукт                                                    | Германия (2012 г.) |
| PocketBook Touch                                         | Tablet PC                         | Победител в тестване на нови четци на електронни книги с мултисензорни дисплеи | Германия (2012 г.) |
| PocketBook Touch, PocketBook Basic, PocketBook Basic New | PC Format                         | Победител в класацията за четец на електронни книги                            | Полша (2012 г.)    |
| PocketBook A 10’’ 3G                                     | Consumer Electronics & Photo Expo | Продукт на годината за 2012 г. (мобилни и цифрови устройства)                  | Русия (2012 г.)    |
| PocketBook Pro 612                                       | PC Magazine/RE                    | Русия: Най-добър от най-добрите за 2011 г. (четци на електронни книги)         | Русия (2012 г.)    |
| PocketBook Touch Lux                                     | allesebook.de                     | Най-добър E Ink четец                                                          | Германия (2013 г.) |
| PocketBook Touch Lux                                     | Tablet PC                         | Най-добър E Ink четец                                                          | Германия (2013 г.) |